# Piapoco
Le piapoco est une langue amérindienne de la famille des langues arawakiennes du Nord, parlée en Colombie le long des rivières Meta, Vichada et Guaviare par 3 100 personnes.

## Phonologie

### Voyelles
|         | Antérieure | Centrale | Postérieure |
| ------- | ---------- | -------- | ----------- |
| Fermée  | i [i]      |          | u [u]       |
| Moyenne | e [e]      |          |             |
| Ouverte |            | a [a]    |             |

### Consonnes
|               |               | Bilabiale | Dentale | Latérale | Palatale | Vélaire | Glottale |
| ------------- | ------------- | --------- | ------- | -------- | -------- | ------- | -------- |
| Occlusives    | Sourdes       | p [p]     | t [t]   |          |          | k [k]   | ʔ [ʔ]    |
| Occlusives    | Sonores       | b [b]     | d [d]   |          |          |         |          |
| Fricatives    | Fricatives    |           | s [s]   |          |          |         | h [h]    |
| Affriquées    | Affriquées    |           |         |          | tʃ [tʃ]  |         |          |
| Nasales       | Nasales       | m [m]     | n [n]   |          |          |         |          |
| Liquides      | Liquides      |           | r [ɻ]   |          |          |         |          |
| Semi-voyelles | Semi-voyelles | w [w]     |         |          | j [j]    |         |          |